# Иорверт ап Бледин
Иорверт ап Бледдин (валл. Iorwerth ap Bleddyn) — король Поуиса (1075—1103 и 1110—1111); сын и наследник Бледдина ап Кинвина.

## Биография

### Первое правление
В 1075 году Бледдин был убит и его трое сыновей разделили Поуис между собой. Иорверт правил Поуисом вместе с братьями Кадуганом и Маредидом.
Братья первоначально признали себя вассалами Роберта де Беллима, 3-го графа Шрюсбери. В 1102 году Роберт был обвинен в подготовке восстания против Генриха I и был вызван ко двору для суда. Желая поддержать сеньора, братья напали на Стаффордшир. Тогда Генрих послал Уильяма Пантульфа, чтобы тот убедил Иорверта, самого сильного из братьев, отречься от мятежного графа. Получив обещания больших подарков и земельных владений, Иорверт с сильной армией перешел на сторону короля Англии и от его имени разорил Шропшир. Также он взял в плен Маредида и выдал его Генриху. Оставшись без сподвижников, граф Шрюсбери признал свою вину и был выслан из Англии.
Однако Генрих не сдержал обещания, данного Иорверту. Многие из предназначенных для него земель были отданы другим владельцам. Более того, в 1103 году Иорверт был привлечен к королевскому трибуналу в Шрюсбери, осужден и брошен в тюрьму.

### Второе правление
Иорверт вышел на свободу лишь в 1110 году, воспользовавшись беспорядками в Уэльсе. Он изгнал из Поуиса своего племянника Оуайна ап Кадугана. Однако в 1111 году на него напал другой его племянник Мадог ап Ририд, союзник Оуайна. Иорверт в это время находился в одном из домов в Кайрэйнионе. Его телохранитель скрылся. Враги окружили дом, чтобы не дать Иорверту бежать, и подожгли его. Иорверт погиб в огне.
Детей у Иорверта не было, королём Поуиса стал его брат Кадуган.